# Anton Lindebner
Anton Lindebner (1991) è un ex sciatore alpino tedesco.

## Biografia
Attivo in gare FIS dal dicembre del 2006, Lindebner ha esordito in Coppa Europa il 10 novembre 2009 a Reiteralm in supergigante (85º), mentre in Coppa del Mondo ha disputato una sola gara, la discesa libera di Bormio del 29 dicembre 2012 dove si è classificato 43º. Ha ottenuto il suo miglior piazzamento in Coppa Europa il 10 febbraio 2014 a Oberjoch in slalom gigante (31º), alla sua ultima gara nel circuito continentale. Si è ritirato al termine della stagione 2013-2014 e la sua ultima gara è stata lo slalom gigante dei Campionati tedeschi 2014 disputato il 28 marzo a Garmisch-Partenkirchen e chiuso da Lindebner al 7º posto; non ha preso parte a rassegne olimpiche o iridate.

## Palmarès

### Nor-Am Cup
- Miglior piazzamento in classifica generale 27º nel 2012
- 1 podio:
  - 1 secondo posto

### Campionati tedeschi
- 2 medaglie:
  - 2 argenti (discesa libera, supergigante nel 2010)